# Nanokermes iselini
Nanokermes iselini är en insektsart som först beskrevs av Karl Ernst von Baer och Kosztarab 1981.  Nanokermes iselini ingår i släktet Nanokermes och familjen eksköldlöss. Inga underarter finns listade i Catalogue of Life.